# Bracon femoratus
Bracon femoratus är en stekelart som beskrevs av William Harris Ashmead 1894. Bracon femoratus ingår i släktet Bracon och familjen bracksteklar. Inga underarter finns listade.